# Helladia demelti
Helladia demelti là một loài bọ cánh cứng trong họ Cerambycidae.